# ستيفان دومونت
ستيفان دومونت (بالفرنسية: Stéphane Dumont)‏ (مواليد 6 سبتمبر 1982 في سيكلين - فرنسا) لاعب كرة قدم فرنسي يلعب حاليا لصالح نادي الدرجة الأولى ليل الفرنسي منذ 2003 في مركز الوسط المحوري .

## روابط خارجية
- ستيفان دومونت على موقع إي إس بي إن إف سي (الإنجليزية)
- ستيفان دومونت على موقع قاعدة بيانات كرة القدم.إي يو (الإنجليزية)
- ستيفان دومونت على موقع Soccerway.com (الإنجليزية)
- ستيفان دومونت على موقع AS.com (الإسبانية)